# Flensborg Rådhus
Flensborg Rådhus beliggende ved Hestevand i Flensborg er det administrative centrum for Flensborg og Lyksborg Kommuner. Rådhuset er opført i årene 1961-1965 af arkitekten Carl-Friedrich Fischer. Rådhuset er opført som højhus med 17 etager og står i skarp kontrast til den omgivende bebyggelse.

## Historie
Byens første rådhus blev opført i 1444/1445 og lå ved byens tingplads på grænsen mellem kvarterne Sankt Nikolaj og Sankt Mariæ/Vor Frue. Bygningen ved Storegade 1 rådede over en rådhussal på første sal, en rådskælder og et rustkammer på loftet. Bygningen var i brug som rådhus indtil 1882. I 1883 blev den gamle rådhus revet ned. Nedrivningen gav plads til opførelsen af det nye byteater i Rådhusgade, som blev åbnet i 1894. Selve byforfaltningen flyttedes 1882 til Stænderhuset ved Holmen. Stænderbygningen var dog for lille og der opstod snart planer om et nybyggeri, som dog ikke kom til udførelse. Først efter at den tyske varehuskoncern Hertie tilbød byen i marts 1960 3 mio. mark for Stænderhuset på Holmen, kom gang i planerne igen. Kommunen besluttede sig for at opføre et nyt rådhus lidt uden for bymidten i nærheden af Nytorvet. Den nye bygning blev opført som højhus i 17 etager. Dertil kom en stor parkeringsplads. Opførelsen kostede 23 mio. mark. I kælderen blev der senere indbygget en atombunker.
Som led i nybyggeriet blev en stor del af byens historiske bebyggelse omkring Rødegade, Klostergangen, Pottemagergade og Nytorv revet ned. Også byens kloster var i fare for at blive revet ned. Det historiske stænderhus fra byens danske tid på Holmen forsvandt i 1964. På samme sted står der i dag et trist varehus. Fra stænderhuset er kun råds- og vinkælderen bevaret (i dag ligger der restaurant "Gnomenkeller"). Udviklingen blev senere i stigende grad set kritisk. Det nye rådhus blev til et eksempel på en ufølsom bysanering i 1960'erne.
Allerede tredive år senere erkendte kommunen at bygningen var forfalden. Hele bygningen måtte 1991 saneres. Det kostede cirka 56 mio. mark.